# Chrysoclystis morbosa
Chrysoclystis morbosa là một loài bướm đêm trong họ Geometridae.